# Рипенхаузен, Эрнст Людвиг
Эрнст Людвиг Рипенхаузен (нем. Ernst Ludwig Riepenhausen; 6 сентября 1762, Гёттинген, Германия — 27 января 1840, Гёттинген, Германия) — немецкий рисовальщик и гравёр натуралистического направления. Работал гравёром в университетском городке Гёттинген. Иллюстрировал научные публикации профессоров университета. Стал известен в Германии прежде всего благодаря офортам, выполненным по рисункам и картинам английского художника Уильяма Хогарта (1694—1767). Двум своим более знаменитым сыновьям Францу и Иоганнесу отец дал основы для их будущей деятельности в качестве живописцев и гравёров.

## Жизнь и творчество
Эрнст Людвиг Рипенхаузен родился в семье мастера-часовщика Иоганна Кристиана Рипенхаузена и Мари Элизабет Рипенхаузен. Его отец работал при университете механиком, настройщиком часов, телескопов и других приборов. Был уважаемым гражданином города. О художественном образовании Эрнста Людвига сохранились только общие упоминания о том, что он был увлечён искусством рисования с ранней юности. Его ранние небольшие гравюры на меди — пейзажи и портреты — датируются 1780—1782 годами.
В 1781 году Эрнст Людвиг Рипенхаузен поступил в Гёттингенский университет. В работе над офортами образцом для него было творчество Даниeля Ходовецкого. В сборнике стихов, опубликованном в Гёттингене в 1782) году, в качестве иллюстраций были использованы две гравюры на меди Ходовецкого и две — молодого Рипенхаузена. Вскоре художника стали считать «полезным заменителем всегда перегруженного Ходовецкого». Издатели заказывали Рипенхаузену книжные иллюстрации и оформление календарей. В тексте от 1788 года сказано: «Эрнст Людвиг Рипенхаузен преуспел в рисунках и гравюрах на меди в местных и других карманных календарях и других работах в стиле Ходовецкого».
Гравюры работы Рипенхаузена появились в карманном календаре Лихтенберга, состоящем в общей сложности из 89 миниатюрных репродукций, основанных на гравюрах Уильяма Хогарта. Социально-критические и сатирические произведения английского художника вызывали большой интерес в Германии эпохи Просвещения. Относительно высокая цена оригиналов препятствовала их широкому распространению, а небольшие гравюры Рипенхаузена изменили ситуацию. Некоторые из этих листов были добавлены в карманный календарь Гёттингена с 1785 года, а затем полная серия была опубликована в 14 иллюстрированных книгах между 1794 и 1835 годами. Текст заголовка гласил: «Подробное объяснение Г. К. Лихтенберга гравюр на медной пластине Хогарта, с уменьшенными, но полными копиями, сделанными Э. Л. Рипенхаузеном».
Рипенхаузен выполнял аналогичные работы для других издателей. Некоторые из них были опубликованы И. К. Дитрихом в Гёттингене, другом Рипенхаузена, другие — в Готе или Берлине. Также были изданы иллюстрации Рипенхаузена к различным литературным произведениям. Согласно вкусам и эстетике бидермайера в Германии первой трети XIX века Рипенхаузен отдал дать искусству графического силуэта.
Последние шесть лет своей жизни поэт провёл в доме своего друга в Гёттингене. Наибольшего успеха Рипенхаузен добился благодаря гравюрам малого формата на меди. Такие листы можно было добавлять в популярные в то время семейные книги. Вначале это были портреты известных поэтов и художников, затем пейзажи, в том числе с видами Гёттингена и окрестностей, а также около 240 видов Германии и других стран.
Рипенхаузен также принимал участие в археологических и антикварных изданиях. Живописец Иоганн Генрих Вильгельм Тишбейн нанял его для создания научных археологических иллюстраций в гравюрах на меди к работе «Гомер в античных изображениях» (Homer nach Antiken gezeichnet), опубликованной Дитрихом в 1801 году.
Между 1803 и 1805 годами Рипенхаузен выполнял гравюры по рисункам, сделанным в 1793 году английским художником Джоном Флаксманом в Риме для иллюстрирования Илиады и Одиссея Гомера. В 1795 году итальянский гравёр Томмазо Пироли впервые награвировал эти рисунки на меди. Новые гравюры Рипенхаузена способствовали широкому распространению манере «гравирования очерком» (исключительно контуром), изобретённой Флаксманом, которую ценили Гёте и немецкие романтики и который оказал влияние на других художников, включая сыновей Рипенхаузена Франца и Иоганна.
В качестве университетского гравёра, Рипенхаузен иллюстрировал научные публикации профессоров Гёттингена по самым разным дисциплинам. Среди его заказчиков были медики, математики, историки, археологи, биологи и минералоги. Однако ему неоднократно приходилось бороться с финансовыми проблемами. В июне 1818 года он обратился в попечительский совет университета с заявлением о фиксированной годовой зарплате: «Воспитание моих детей, из которых двое сыновей известные художники в Риме, стоило так дорого, что по мере увеличения моих лет я отваживаюсь просить об утверждении постоянной оплаты».
Только после дополнительной просьбы 9 августа 1820 года ему была предоставлена годовая зарплата в размере 100 талеров, которой было достаточно для обеспечения его старости. В последующие годы Рипенхаузен был активным торговцем произведениями искусства. За свою профессиональную жизнь он собрал обширную частную коллекцию рисунков и гравюр. В 1838 году он разослал печатный каталог листов, с которыми хотел расстаться.
Рипенхаузен работал гравёром до глубокой старости. Современники описывали его как общительного, всеми уважаемого старика. Эрнст Людвиг Рипенхаузен скончался в своём доме в Гёттингене после непродолжительной болезни в возрасте семидесяти семи лет.

## Галерея

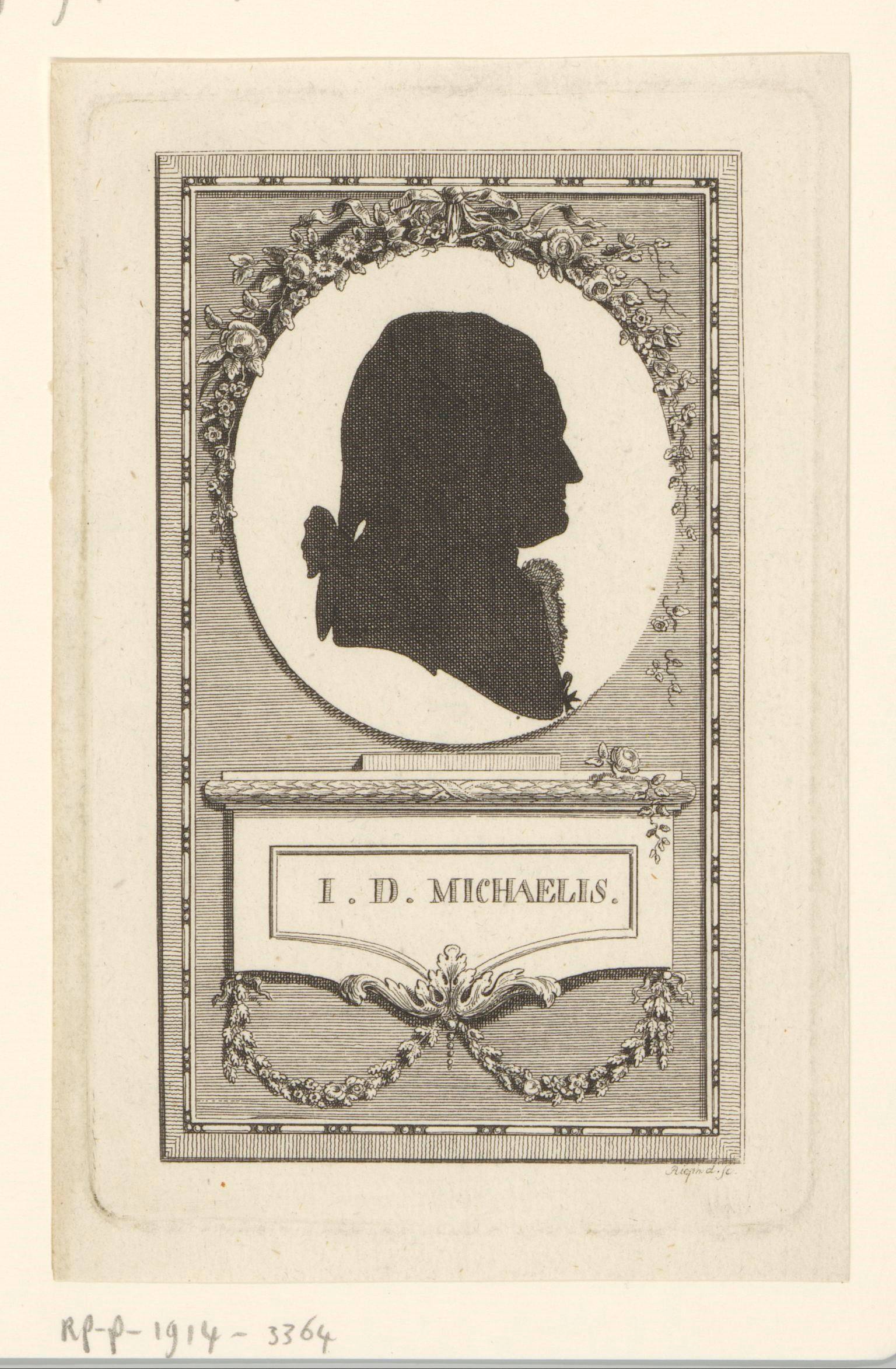
Портрет И. Д. Михаелиса. Силуэт. Между 1775 и 1840. Офорт, акватинта
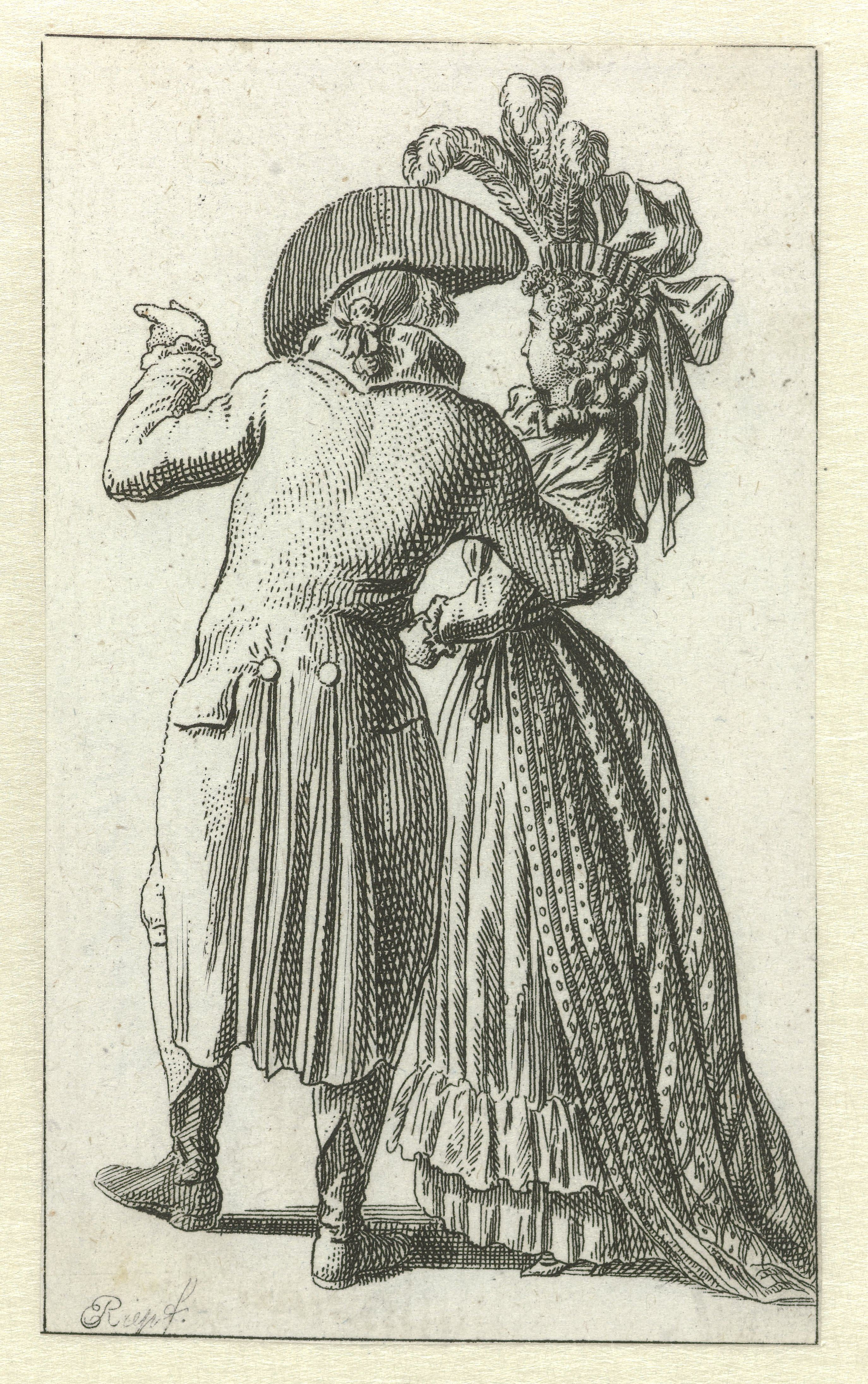
Две фигуры. Гравюра из альманаха 1789 г.
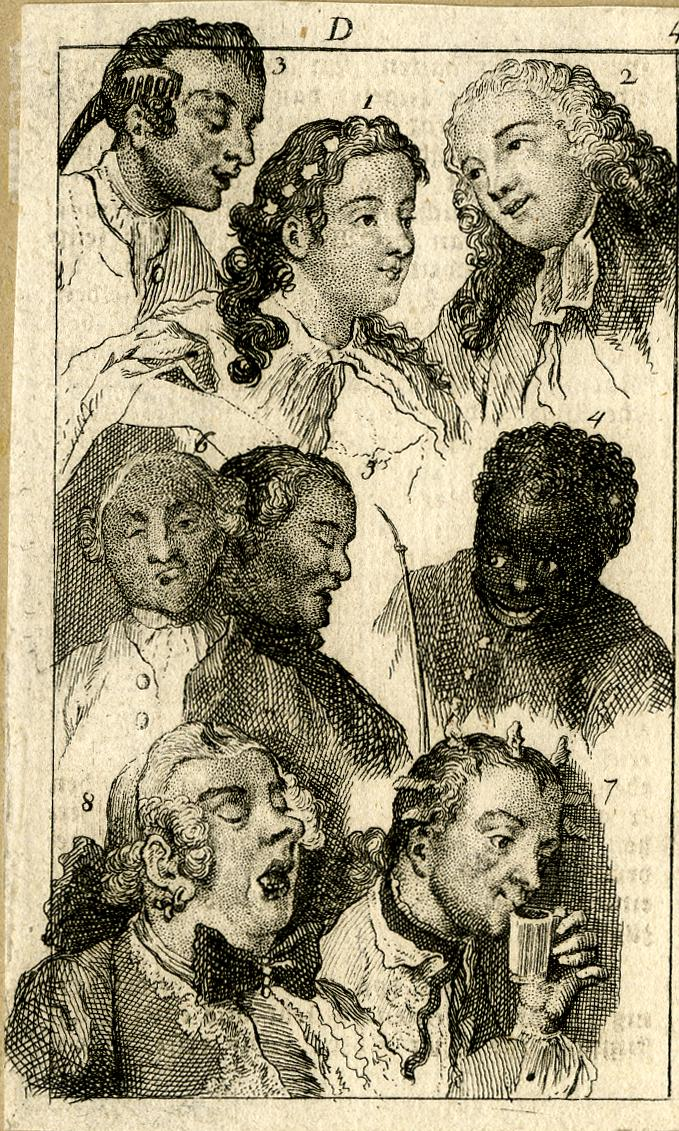
Сатирическая гравюра по У. Хогарту. 1786
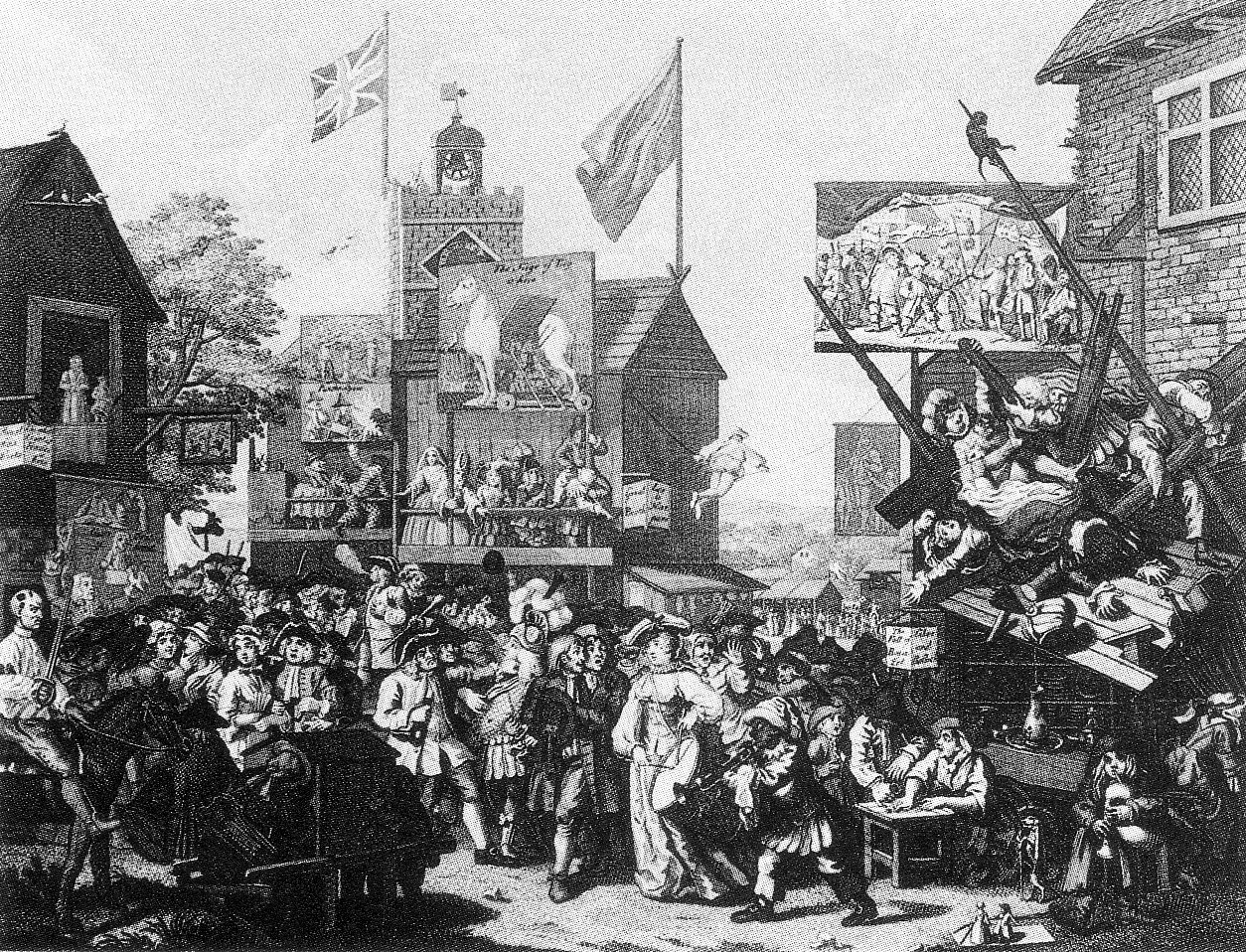
Ежегодная ярмарка в Саутварке. По картине У. Хогарта (с уменьшением). Между 1794 и 1835
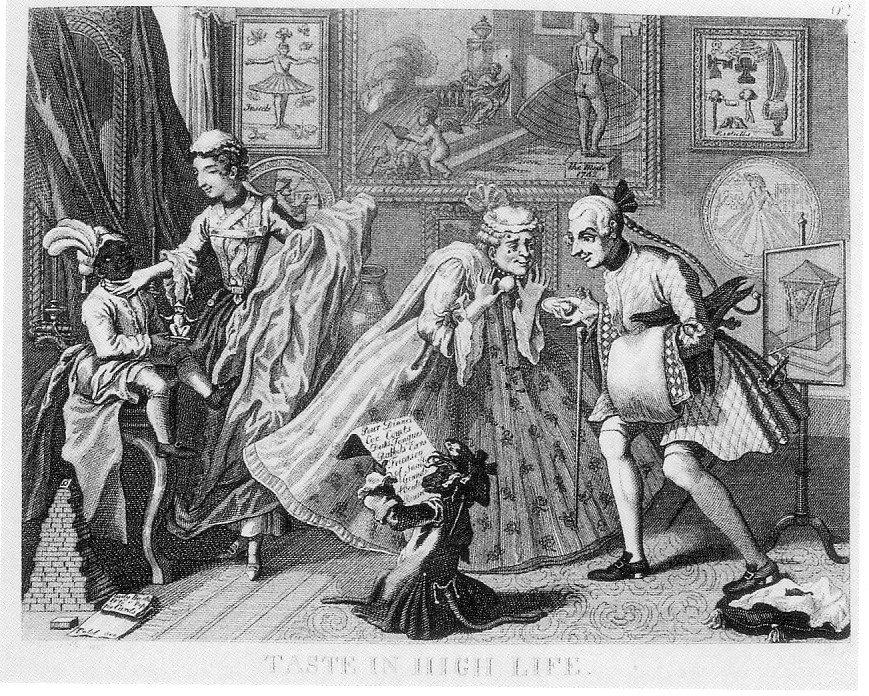
Вкус светской жизни. По картине У. Хогарта (с уменьшением). Между 1794 и 1835
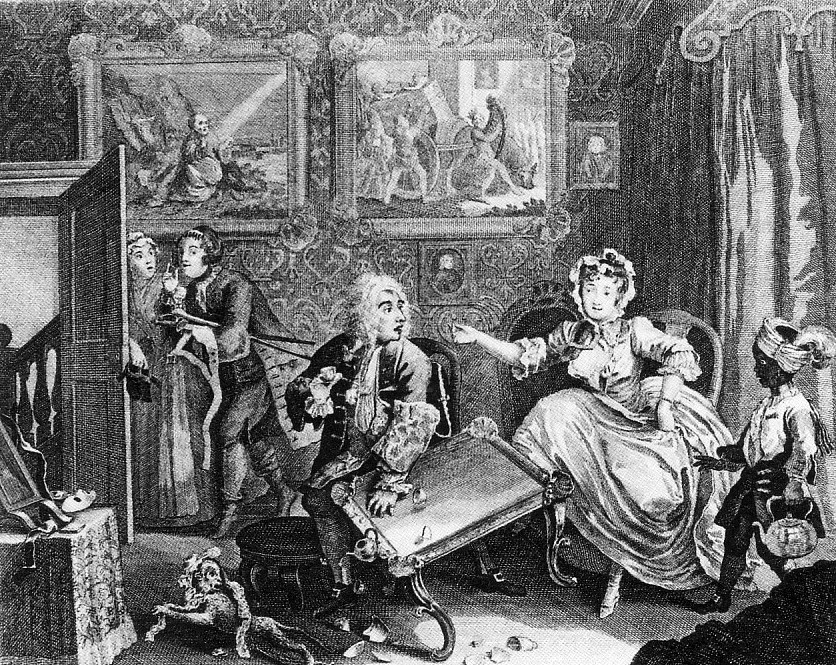
Путешествия блудницы. Лист 2. По картине У. Хогарта (с уменьшением). Между 1794 и 1835
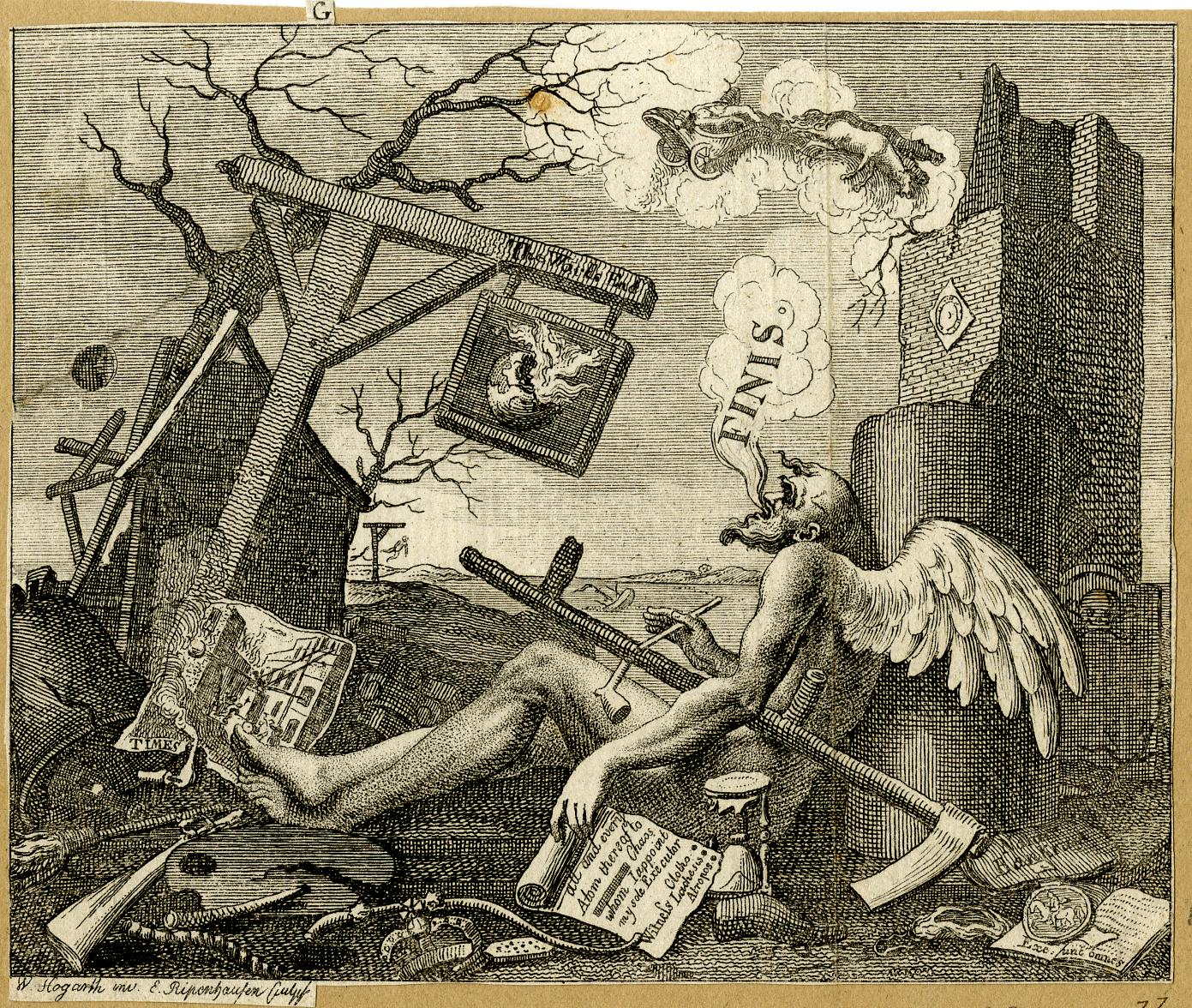
Иллюстрация «Карманного календаря Г. К. Лихтенберга». По У. Хогарту. Между 1794 и 1835. Офорт
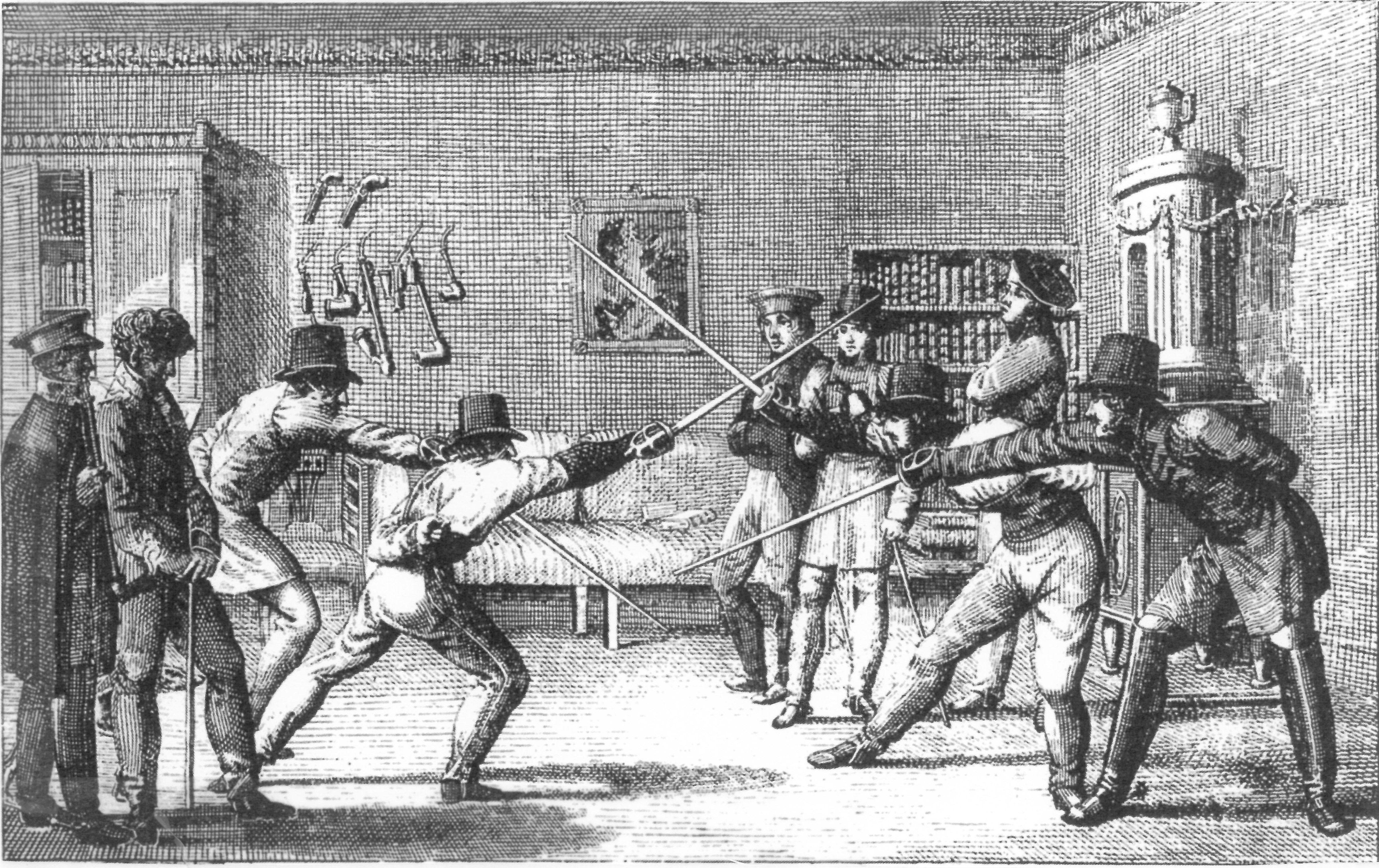
Ганс-Вернер Вольф. Студенческая дуэль в Гёттингене в 1816 году. Иллюстрация. Между 1818 и 1820. Офорт